# Vlag van de Federale gebieden

Vlag van Federale gebieden (ratio 2:3)

De vlag van de Federale gebieden is een horizontale driekleur in de kleuren groen, wit en blauw. In de witte baan is er een rode vis afgebeeld.
Dit is mogelijk de vermeende vlag van voor de Federale gebieden van Venezuela, die oorspronkelijk toegeschreven aan Islas Los Roques.
Deze vlag verzamelt in drie symmetrische en horizontale lijnen alle kenmerken van de flora en fauna.
- De groene baan staan voor de diversiteit van de flora op alle eilanden van Venezuela weergeven.[2]
- De witte baan verwijst naar de reeks belangrijkste gebeurtenissen waarin de vrede, rust en gastvrijheid van de inwoners van deze kleine eilanden de Venezolaanse eilandbewoners onderscheiden.[2]
- De blauwe baan geeft trots op de strijd die is gevoerd om het land en het water van Venezuela terug te winnen.[2]
- Een rode vis beschouwt de eilanden als een inkomstenbron voor de inwoners en een financiële basis voor toerisme en visserij.[2]

Of de lokale overheid deze vlag ooit officieel heeft goedgekeurd is niet bekend. De status van de vlag is onbekend.